# The Grey Light
The Grey Light is het eerste volledige album van de Amsterdamse electro-rockband MeloManics.
Het werd uitgebracht in 2007 op Blacklabel en geproduceerd door het duo Auke Riemersma en Adrien Jeanjean. Het bevat drie eerder verschenen en zes compleet nieuwe nummers. 'Get You' is de eerste single die uitkomt in mei 2007 in de iTunes Store, samen met een remix van het Zweedse electro rock duo Mr Miyagi. De albumtitel is een verwijzing naar de grijze middenmoot die de popmuziek overheerst.

## Liedjes
1. Can't Stop - 6:03
2. Come On - 4:35
3. WYSIWYL - 3:04
4. Energize - 5:41
5. Get You - 4:13
6. My Style - 6:16
7. DAF - 5:04
8. Rock N Roll - 6:29
9. Out Of Control - 4:31